# كلاوديوس الثاني
كلاوديوس (باللاتينية: Claudius II) (واسمه الكامل باللغة اللاتينية ماركوس أوريليوس فاليريوس كلوديوس أوغسطس) ويُعرف باسم كلاوديوس غوثيكوس هو إمبراطور روما من سنة 268 م إلى يناير 270 م. حارب بنجاح ضد الألمانيين وسجل انتصارا ضد القوط في معركة نايسوس (نيش حاليا في جنوب صربيا) ولٌقب بقاهر القوط. توفى في الطاعون القبرصى الذي اجتاح الإمبراطورية.

## النشأة وأصله
تعد السيرة اتي كتبها تريبليوس بوليو أهم مصدر لحياة كلاوديوس الثاني، وكانت جزءًا من مجموعة السير الذاتية الإمبراطورية المسماة هستوريا أوغوستا. مع ذلك، تعد قصته حياته مليئة بالافتراءات والثناء الزائف. يعود هذا الأمر إلى حقيقة أنه في القرن الرابع، أُعلن أن كلاوديوس أحد أقارب والد قسطنطين العظيم، قسطنطيوس الأول كلوروس، أي أنه انتمى إلى الأسرة الحاكمة. نتيجة لذلك، ينبغي قراءة هذه السيرة بحذر شديد والاستعانة بمعلومات من مصادر أخرى، مثل أعمال أوريليوس فيكتور وأوريليوس فيكتور المزيف وأوتروبيوس وأوروسيوس وجوان زوناراس وزوسيموس، بالإضافة إلى العملات المعدنية والنقوش.
ولد الإمبراطور المستقبلي ماركوس أوريليوس كلاوديوس في 10 مايو عام 213 م أو 214 م. يقترح بعض الباحثين تاريخًا أحدث، 219 م أو 220 م. لكن، يلتزم معظم المؤرخين بالتاريخ الأول، علاوة على ذلك، ذكر المؤرخ البيزنطي جون مالالاس في القرن السادس، أن كلاوديوس كان يبلغ من العمر 56 عامًا وقت وفاته. يعود أصل كلاوديوس إلى دالماتيا أو إيليريكوم، على الرغم من أنه يُحتمل أن تكون منطقة دردانيا في مويسيا العليا هي مكان ميلاده.
وفقًا لما جاء في خلاصة القيصرية العائدة إلى القرن الرابع، كان يُعتقد أنه ابن غير شرعي لكورديان الثاني، ولكن يشكك بعض المؤرخين في هذا الأمر.
جعلته هستوريا أوغستا فرداً من عشيرة فلافيا.

## مهنته العسكرية وصعوده إلى السلطة
قبل وصوله إلى السلطة، خدم كلاوديوس في الجيش الروماني، حيث حقق مسيرة مهنية جيدة وعُين في أعلى المناصب العسكرية. في عهد ديكيوس (249 م-251 م)، خدم أطربونًا عسكريًا. أثناء توليه هذا المنصب، أرسِل كلاوديوس للدفاع عن ثيرموبيلاي، وأُمر حاكم آخايا بإرسال 200 جندي دارداني، و60 فارسًا، و60 رامي أسهم كريتي، وألف جندي مسلح جيدًا ليعملوا تحت إمرته. مع ذلك، لا يتواجد دليل على أن القوط الذين غزوا آنذاك هددوا المنطقة، لأن غزوهم لم يمتد إلى ما وراء منطقة البلقان الوسطى. يُرجح أن رسالة «تاريخ أغسطس» مفارقة تاريخية، إذ إنه من المعروف أن الحامية في تيرموبيلاي ظهرت عام 254. يقدم المؤرخ فرانسوا باشاو نسخة مفادها أن هذا الحدث اختُرع من أجل مقارنة القائد الوثني الناجح كلاوديوس مع الجنرالات المسيحيين غير المحظوظين الذين سمحوا للزعيم القوطي ألاريك الأول بتخريب اليونان عام 396. بالإضافة إلى ذلك، يكشف تريبليوس بوليو أن ديسيوس كافأ كلاوديوس بعد أن أبرز قوته أثناء قتاله جنديًا آخر في ألعاب مارس.
أعلنته قواته لاحقًا إمبراطورًا وسط اتهامات، لم تثبت صحتها، تفيد أنه قتل الإمبراطور السابق غالينوس. لكن، سرعان ما أثبت أنه ليس متعطشًا للدماء، إذ طلب من مجلس الشيوخ الروماني العفو عن عائلة غالينوس وأنصاره. تعامل بشهامة أقل مع أعداء روما، ويعود الفضل في شعبيته الكبيرة لهذا الأمر.
يُحتمل أن كلاوديوس اكتسب منصبه واحترام جنوده لكونه قويًا جسديًا وقاسيًا على وجه الخصوص. تحكي أحد الأساطير أن كلاوديوس خلع أسنان حصان بلكمة واحدة. حين أدى كلاوديوس دور مصارع في خمسينيات القرن الثالث، يُفترض أنه خلع أسنان خصمه حين أمسك الخصم بأعضائه التناسلية في المباراة.
كان كلاوديوس من البرابرة، شأنه شأن ماكسيمينوس ثراكس. بعد فترة من حكم الأباطرة الرومان الأرستقراطيين الفاشلين عقب وفاة ماكسيمينوس، اعتُبر كلاوديوس الأول في سلسلة من «الأباطرة العسكريين» الأشداء الذين استعادوا الإمبراطورية في النهاية بعد أزمة القرن الثالث.